# Göran Havander
Göran Folke Havander, född 18 maj 1944 i Malmö, är en svensk civilekonom och företagsledare. Han är främst känd som VD och koncernchef för Cederroth 1992–2003.

## Biografi
Havander är född och uppvuxen i Malmö, han innehar en magisterexamen i ekonomi från Lunds universitet. Hans karriär började med olika funktioner inom marknadsföring på Unilever, därefter blev han VD på Mölnlycke ABs dotterbolag Mölnlycke Toiletries fram tills att de blev uppköpta av Cederroth, mellan 2003 och 2006 var han VD på AB Sardus.. Havander har även haft en rad olika styrelseuppdrag som bland annat styrelseordförande för Cederroth, AB Sardus och Celemiab Group AB samt varit ledamot för bolag som S-Invest och dagligvaruleverantörers förbund. 